# Femme lisant dans un intérieur
Femme lisant dans un intérieur est un tableau du peintre français Félix Vallotton réalisé en 1910. Cette huile sur toile est un portrait représentant une femme assise occupée à la lecture d'un livre à la couverture jaune. Achetée en 1982, elle est conservée au musée Léon-Dierx, à Saint-Denis de La Réunion.